# Gostyń (Świerzno)
Gostyń  (deutsch Groß Justin) ist eine Ortschaft in der Gemeinde Świerzno (Schwirsen) im Powiat Kamieński (Kreis Cammin in Pommern) in der polnischen Woiwodschaft Westpommern.

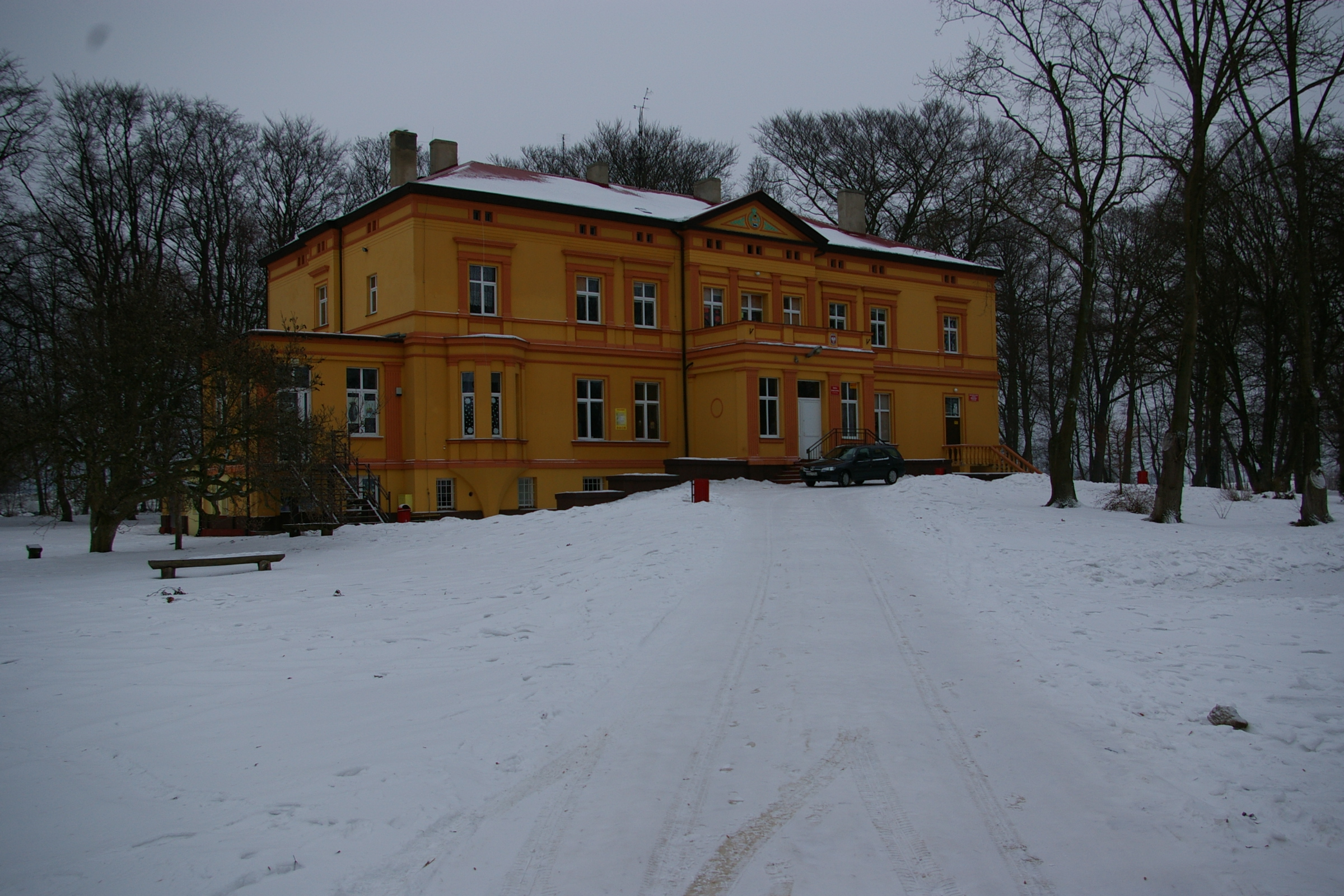
Ehemaliges Gutshaus der Familie v. Brockhusen, erbaut um 1870

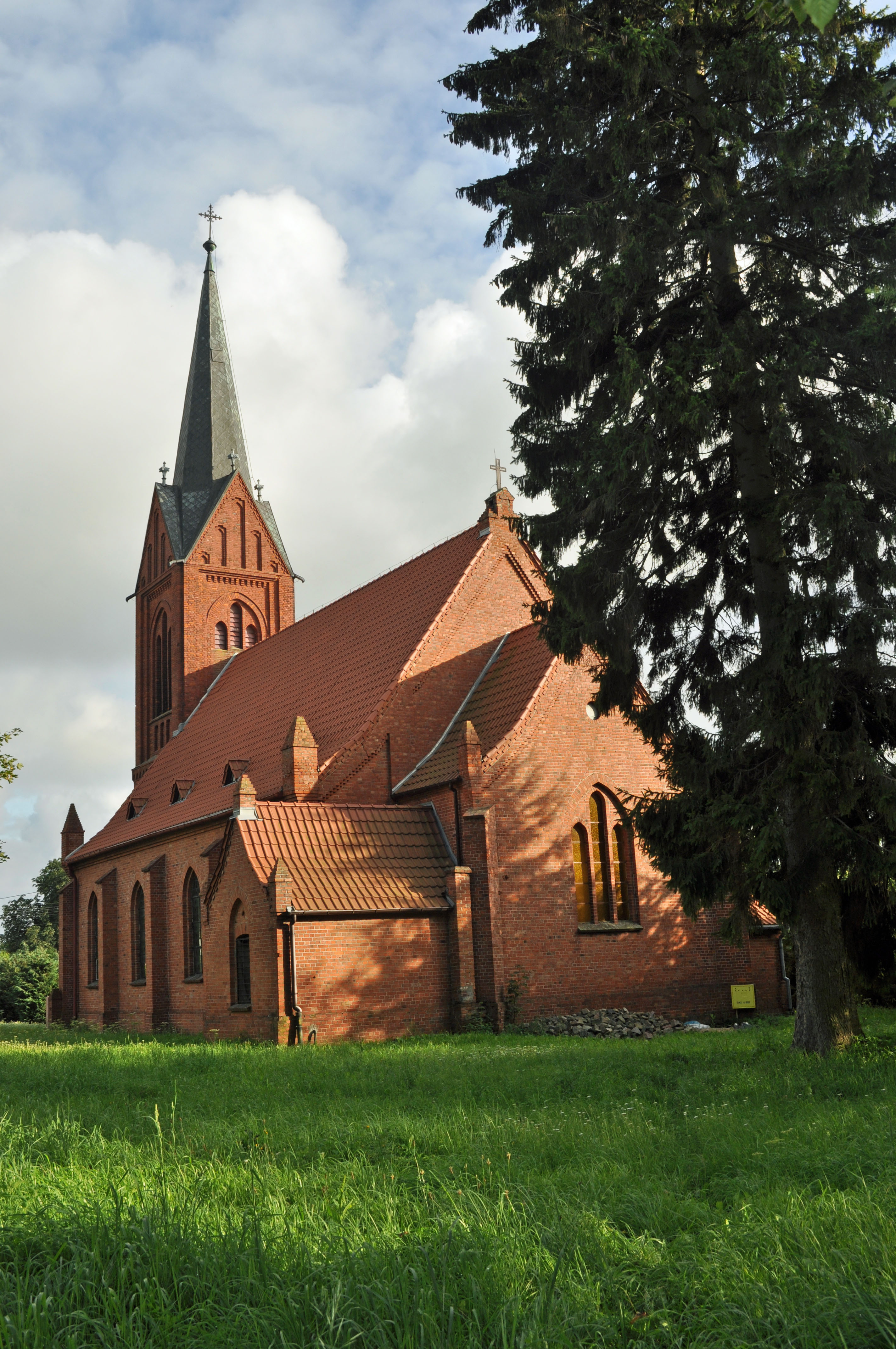
Dorfkirche (2011)

## Geographische Lage
Gostyń liegt in Hinterpommern, acht Kilometer nördlich des Dorfs  Świerzno (Schwirsen), 13 Kilometer nordöstlich der Stadt Kamień Pomorski (Cammin in Pommern) und 73 Kilometer nördlich von Stettin. Der Ort befindet sich nur wenige Kilometer südlich von der Ostseeküste und dem Badeort Pobierowo (Poberow).

## Geschichte
Die Ortschaft war früher ein Adelssitz. 1369 wird die Ortschaft als Kirchdorf erwähnt, seit 1449 ist sie  ein  Lehen der Familie Brockhusen. 
Um 1930 gab es in der Gemeinde Groß Justin sechs Wohnorte, auf denen zusammen 84 Wohngebäude standen: Auf der Heide, Bahnhof Groß Justin, Bei Knurrbusch, Groß Justin, Kamp und Turney. Letzterer Wohnort entstand infolge der im Jahr 1850 durchgeführten Separation.  Im Jahr 1925  wurden in der Gemeinde Groß Justin 670 Einwohner gezählt, die auf 133 Haushaltungen verteilt waren. Im Jahr 1933 lebten in Groß Justin  637 Einwohner,  und 1939 hatte der Ort 618 Einwohner. 
Der Gemeindegrund hatte eine Flächengröße von 1157,8 Hektar, wovon 160,1 Hektar Forst waren. Neben dem Rittergut, das eine Größe von 600 Hektar hatte, gab es vier bäuerliche Betriebe.  Letzter Besitzer des Guts Groß Justin bis 1945 war Hans-Heinrich von Brockhusen.
Bis 1945 befand sich der Ort im Landkreis Cammin i. Pom. in der Provinz Pommern. 
1945 kam der bisher deutsche Ort unter polnische Verwaltung und wurde in Gostyń Wielki umbenannt und 1946 in Gostyń. Die deutsche Bevölkerung wurde vertrieben. Von 1945 bis 1954 war der Ort Sitz der Gemeinde Gostyń. 1999 kam der Ort zur Woiwodschaft Westpommern und zum Powiat Kamieński.

## Kirche
Unter dem Einfluss des Ortspfarrers Albert Friedrich Heinrich David Hollaz (1811–1849), der 1838 nach Groß Justin gekommen war, trat im Jahr 1847 ein Teil der Gemeindeglieder aus der Evangelischen Landeskirche Pommerns aus und schloss sich den Altlutheranern an. Um das Jahr 1861 gab es in Groß Justin 300 Altlutheraner. Im Jahr 1925 bekannten sich von den 670 Einwohnern des Orts lediglich 393  (58,7 %) zum evangelischen Glauben, und ein Einwohner war Katholik. Für die restlichen 276  Einwohner lagen keine Angaben zum Glaubensbekenntnis vor.

## Schule
Groß Justin hatte bis 1945 eine eigene Volksschule.